# Manuel Ovilo y Otero
Manuel Ovilo y Otero (Madrid, 1826-Madrid, 1885) fue un editor, genealogista, historiador, bibliógrafo y biógrafo español.

## Biografía
Nació en 1826 en Madrid. De condición aristocrática (era barón de Vallelado y señor de Torregutiérrez), fue bibliotecario de la Universidad de Santiago de Compostela, fue secretario honorífico de Carlos de Borbón I y luego de la reina Isabel II. Oficial de la Biblioteca Nacional de Madrid, fue también individuo de la Real Academia Española de Arqueología y académico supernumerario de la Real Sevillana de Buenas Letras, corresponsal de la Sociedad Arqueológica de Nueva Orleáns (1852) y miembro del Ateneo Mexicano. Como Dionisio Hidalgo, con quien se le suele emparejar, se dedicó principalmente a los estudios bibliográficos y biográficos de su propio siglo, el decimonoveno.
Casado con la segoviana Amalia Canales Gómez, uno de sus hijos fue el médico Felipe Ovilo Canales (1850), autor de algunas obras sobre higiene y epidemiología del cólera (algunas pandemias de cólera que azotaban España), así como libros de viajes y de etnografía.
Dirigió la Revista Política, Parlamentaria, Biográfica; El Trono y la Nobleza: Semanario Heráldico, Científico y Literario (Madrid: D. B. González, 1849-1851) y en 1856 fundó y dirigió —hasta 1884—, Escenas contemporáneas. Revista bibliográfica. Biografía de los Senadores, Diputados, Publicistas, Escritores y hombres útiles. Noticias necrológicas de las personas notables y conocidas en el país, un interesante archivo de artículos sobre Literatura, Bellas Artes, Teatros etc., con periodicidad irregular, e impreso posteriormente en cuatro volúmenes (Madrid: Tip. de Manuel G. Hernández, 1882-1884).
Amigo de Antonio Alcalá Galiano y de ideología conservadora, entre sus trabajos biográficos destacan la Vida política de D. Manuel Godoy, príncipe de la Paz (Madrid: Imprenta de Benito Lamparero, 1845, pero impreso anteriormente en otra imprenta de Madrid y en 1844) y Don Carlos María Isidro de Borbón. Historia de su vida militar y política (Madrid, 1844-1846, 3 vols.). Otras biografías suyas, siempre de personajes de sesgo conservador, son las de Pedro José Pidal, Casiano de Prado, Federico de Roncali, Ramón Pardiñas y Francisco de Paula Castro y Orozco (marqués de Gerona). Falleció en enero de 1885 en su ciudad natal.
Su obra más conocida es un famoso Manual de biografía y de bibliografía de los escritores españoles del siglo XIX (París: Rosa y Bouret, 1859, 2 vols.), que es en realidad extracto de una obra más amplia que se conserva manuscrita en la Biblioteca Nacional (signatura Ms. 12898). También escribió un Romancero Histórico y trabajó en una Historia de los títulos y grandes de España. Se conserva nanuscrito un Catálogo biográfico-bibliográfico del teatro moderno español desde el año 1750 hasta nuestros días y unos Apuntes para un catálogo de poetas líricos.... Otras obras suyas son Guía del viajero español en Londres, Guía del viajero español en París (1863), Historia de las Cortes de España y biografías de todos los diputados y senadores (Madrid, 1847),  Historia de las Cortes de España y examen histórico-crítico de las mismas (Madrid, 1847-1854, 6 vols.), Hijos ilustres de la Universidad de Santiago (Santiago de Compostela, 1880) y un Diccionario biográfico contemporáneo de los españoles y americanos que se han distinguido en todas las carreras, Clero, Milicia...